# Il buio macchiato di rosso
Il buio macchiato di rosso (Craze) è un film britannico del 1974 diretto dal regista Freddie Francis. Nel cast troviamo Jack Palance, Diana Dors, Julie Ege, Edith Evans, Hugh Griffith, Trevor Howard, Suzy Kendall, David Warbeck. Appartiene al genere horror. La parte musicale è curata da Hugh Griffith.

## Trama
Gran Bretagna, primi Anni 70 del XX secolo. In una tranquilla cittadina della provincia inglese, un noto antiquario, Neil Mottram, cela un terribile segreto. Egli è devoto ad una sanguinaria divinità africana, Chuko, di cui conserva il mostruoso idolo nei sotterranei della sua bottega. Per ingraziarsi il demone ed ottenere da lui favori e beni, Mottram mette in atto spietati sacrifici umani servendosi di ignare ragazze. 
Scoperto dalla polizia, che era riuscito abilmente a depistare per lungo tempo, e assediato nella sua bottega, tenta inutilmente di resistere, confidando nell'aiuto di Chuko, prima di essere eliminato.